# Laurentino
Laurentino é um município brasileiro do estado de Santa Catarina. Localiza-se a uma latitude 27º13'00" sul e a uma longitude 49º43'59" oeste, estando a uma altitude de 345 metros. Sua população estimada em 2011 é de 6005 habitantes. 
O turismo é influenciado pela gastronomia italiana, suas montanhas e lagoas, juntamente com o turismo rural. 